# Retaruke River
Der Retaruke River ist ein Fluss in Neuseeland, der über den Whanganui River an der Südwestküste der Nordinsel in die Tasmansee entwässert. Seine Quelle liegt im Erua Forest unweit von National Park westlich des höchsten Bergs der Nordinsel, des 2797 m hohen Mount Ruapehu. Mit zahlreichen Bächen wendet er von anfänglich südlicher Fließrichtung nach Norden bis nach Kaitieke und von dort nach Westen bis zur Mündung in den Whanganui River bei Whakahoro.